# Mały Złomiskowy Potok
Mały Złomiskowy Potok (słow. Malý Zlomiskový potok) – potok płynący dolną częścią Doliny Ważeckiej w słowackich Tatrach Wysokich. Jego źródło znajduje się na południowych stokach Siodełkowej Kopy zwanych Złomiskiem. Najwyżej położone źródło ma na wysokości około 1480 m, nieco powyżej Magistrali Tatrzańskiej. Przecina ją, spływa w kierunku południowym i uchodzi do Wielkiego Złomiskowego Potoku jako jego lewy dopływ. Następuje to na wysokości około 1360 m w miejscu o współrzędnych 49°07′53″N 20°01′19″E/49,131389 20,021944.
Nazwa Małego Złomiskowego Potoku pochodzi od miejsca, z którego wypływa zwanego Złomiskiem. Pod taką nazwą potok ten znany jest w polskich źródłach i na polskich mapach. Na słowackiej mapie Złomiskowy Potok jest opisany jako Biely Váh i uznany za źródłowy ciek Białego Wagu, zaś Mały Złomiskowy Potok nie posiada nazwy. Jednak niedawno utworzone przez TANAP rozdroże przy niebieskim szlaku turystycznym z Białego Wagu do Magistrali Tatrzańskiej ma nazwę Pri Zlomiskovom Potoku (prowadzi od niego ścieżka edukacyjna do Rakitowych Stawków (Rakytovské plesa).

## Szlaki turystyczne
Czasy przejścia podane na podstawie mapy.
  – znakowana czerwono Magistrala Tatrzańska na odcinku łączącym Trzy Źródła z Doliną Ważecką i Furkotną oraz Szczyrbskim Jeziorem.
- Czas przejścia od Trzech Źródeł do Jamskiego Stawu: 1:20 h w obie strony
- Czas przejścia od stawu do żółtego szlaku w Dolinie Furkotnej: 40 min w obie strony

  – niebieski szlak rozpoczynający się przy Tatrzańskiej Drodze Młodości i prowadzący dolną częścią Doliny Ważeckiej do Magistrali, potem razem z nią na krótkim odcinku do Jamskiego Stawu i dalej w stronę Krywania.
- Czas przejścia od początku szlaku nad Jamski Staw: 1:45 h, ↓ 55 min
- Czas przejścia od stawu na Krywań: 2:30 h, ↓ 2 h